# Roger Lukaku
Pour les articles homonymes, voir Lukaku.
Roger Lukaku, né le 6 juin 1967 à Kinshasa, est un footballeur professionnel belgo-congolais. Il est retraité depuis 1999. Roger est le père des internationaux belges Jordan et Romelu Lukaku.

## Biographie
En 1990, alors âgé de 23 ans, Roger Lukaku commence sa carrière de footballeur professionnel. Il rejoint le club du FC Boom en deuxième division du championnat de Belgique. Le club accèdera en 1re division en 1992 avant d'être de nouveau relégué en 2e division la saison suivante. À la suite de cette relégation, Roger Lukaku effectue son transfert au RFC Seraing.
Avec le RFC Seraing, il finit 3e du championnat de Belgique. Après 2 saisons, il effectue un nouveau transfert vers le Germinal Ekeren où il obtient également une 3e place en championnat de Belgique.
En 1996, il quitte la Belgique pour rejoindre le Gençlerbirliği SK en Turquie. Il ne passe qu'une saison dans ce club avant de revenir en Belgique au FC Malines.
En 1998, il rejoint le club du KV Ostende où à 33 ans, il termine sa carrière professionnelle après la relégation du club en deuxième division.
Roger Lukaku est aussi à l'origine de la création du club Association sportive Rojolu. La famille est originaire de Kintambo où le club est installé. Le nom du club provient des premières lettres des noms Romelu, Jordan et Lukaku.

## Sélection
Roger Lukaku a joué avec l'équipe nationale du Zaïre lors des matchs de qualifications pour la Coupe du monde de la FIFA 1994. Il a également participé à la phase finale de la Coupe d'Afrique des Nations en 1994 et 1996.